# Lijst van armpotigen
Deze Lijst van armpotigen geeft een overzicht van de beschreven armpotigen in de wetenschappelijke literatuur.
- Abyssorhynchia craneana (Dall, 1895)
- Abyssothyris wyvillei (Davidson, 1878)
- Acanthobasiliola doederleini (Davidson, 1886)
- Acrobelesia cooperi (d'Hondt, 1976)
- Acrobrochus blochmanni (Jackson, 1912)
- Acrobrochus marotiroensis Bitner, 2007
- Acrobrochus vema (Cooper, 1973)
- Aerothyris kerguelenensis (Davidson, 1878)
- Aerothyris macquariensis (Thomson, 1918)
- Agulhasia davidsoni King, 1871
- Agulhasia densicostata Cooper, 1988
- Amphithyris buckmani Thomson, 1918
- Amphithyris hallettensis Foster, 1974
- Amphithyris parva Mackinnon, Hiller, Long & Marshall, 2008
- Amphithyris richardsonae Campbell & Fleming, 1981
- Amphithyris seminula (Philippi, 1836)
- Anakinetica cumingi (Davidson, 1852)
- Aneboconcha eichleri (Allan, 1939)
- Aneboconcha obscura Cooper, 1973
- Aneboconcha smithi (Martens & Pfeffer, 1887)
- Annuloplatidia annulata (Atkins, 1959)
- Annuloplatidia horni (Gabb, 1861)
- Annuloplatidia indopacifica Zezina, 1981
- Annuloplatidia richeri Bitner, 2009
- Arctosia arctica (Friele, 1877)
- Argyrotheca angulata Zezina, 1987
- Argyrotheca australis (Blochmann, 1910)
- Argyrotheca barrettiana (Davidson, 1866)
- Argyrotheca bermudana Dall, 1911
- Argyrotheca cistellula (Searles-Wood, 1841)
- Argyrotheca crassa Cooper, 1977
- Argyrotheca cuneata (Risso, 1826)
- Argyrotheca furtiva Simon, 2010
- Argyrotheca grandicostata Logan, 1983
- Argyrotheca hewatti Cooper, 1977
- Argyrotheca jacksoni Cooper, 1973
- Argyrotheca johnsoni Cooper, 1934
- Argyrotheca lowei Hertlein & Grant, 1944
- Argyrotheca lutea (Dall, 1871)
- Argyrotheca mayi Blochmann, 1914
- Argyrotheca neocaledonensis Bitner, 2010
- Argyrotheca rubrocostata Cooper, 1977
- Argyrotheca rubrotincta (Dall, 1871)
- Argyrotheca schrammi (Crosse & Fischer, 1866)
- Argyrotheca somaliensis Cooper, 1973
- Argyrotheca thurmanni Cooper, 1973
- Argyrotheca woodwardiana (Davidson, 1866)
- Aulites brazieri (Crane, 1886)
- Aulites crosnieri Bitner, 2009
- Basiliola arnaudi Cooper, 1981
- Basiliola beecheri (Dall, 1895)
- Basiliola elongata Cooper, 1959
- Basiliola lucida (Gould, 1862)
- Basiliola pompholyx Dall, 1920
- Basiliolella colurnus (Hedley, 1905)
- Basiliolella grayi (Woodward, 1855)
- Bathynanus dalli (Davidson, 1878)
- Bathynanus inversus Zezina, 1981
- Bathynanus rhizopodus Zezina, 1981
- Bathynanus tenuicostatus Foster, 1974
- Bouchardia rosea (Mawe, 1823)
- Calloria inconspicua (Sowerby, 1846)
- Calloria variegata Cooper & Doherty, 1993
- Campages asthenia (Dall, 1920)
- Campages dubius Hatai, 1940
- Campages furcifera (Hedley, 1905)
- Campages japonica (Hatai, 1940)
- Campages mariæ (Adams, 1860)
- Campages nipponensis Yabe & Hatai, 1935
- Campages ovalis Bitner, 2008
- Campages pacifica (Hatai, 1940)
- Cancellothyris hedleyi (Finlay, 1927)
- Chlidonophora chuni Blochmann, 1903
- Chlidonophora incerta (Davidson, 1878)
- Cnismatocentrum parvum Zezina, 1970
- Cnismatocentrum sakhalinensis (Dall, 1908)
- Compsothyris ballenyi Foster, 1974
- Compsothyris racovitzae (Joubin, 1901)
- Coptothyris grayi (Davidson, 1852)
- Cryptopora boettgeri Helmcke, 1940
- Cryptopora curiosa Cooper, 1973
- Cryptopora gnomon Jeffreys, 1869
- Cryptopora hesperis Cooper, 1982
- Cryptopora maldiviensis Muir-Wood, 1959
- Cryptopora norfolkensis Bitner, 2009
- Cryptopora rectimarginata Cooper, 1959
- Dallina elongata Hatai, 1940
- Dallina eltanini Foster, 1974
- Dallina floridana (Pourtalès, 1867)
- Dallina obessa Yabe & Hatai, 1934
- Dallina parva Cooper, 1981
- Dallina profundis Konjukova, 1957
- Dallina raphaelis (Dall, 1870)
- Dallina septigera (Lovén, 1846)
- Dallina triangularis Yabe & Hatai, 1934
- Dallinella occidentalis (Dall, 1871)
- Dallithyris dubia Cooper, 1981
- Dallithyris fulva (Blochmann, 1913)
- Dallithyris murrayi Muir-Wood, 1959
- Dallithyris pacifica Bitner, 2006
- Diestothyris frontalis (Middendorff, 1849)
- Diestothyris frontalis (Middendorff, 1849)
- Diestothyris tisimania (Nomura & Hatai, 1936)
- Discina striata (Schumacher, 1817)
- Discinisca laevis (Sowerby, 1822)
- Discinisca lamellosa (Broderip, 1834)
- Discinisca lamellosa sensu d'Hondt, 1976
- Discinisca rikuzenensis (Hatai, 1940)
- Discinisca tenuis (Sowerby)
- Discradisca antillarum (d'Orbigny, 1853)
- Discradisca cumingi (Broderip, 1833)
- Discradisca indica (Dall, 1920)
- Discradisca sparselineata (Dall, 1920)
- Discradisca stella (Gould, 1862)
- Discradisca strigata (Broderip, 1833)
- Dolichozygus stearnasi (Dall & Pilsbry, 1892)
- Dyscolia johannisdavisi (Alcock, 1894)
- Dyscolia radiata Cooper, 1981
- Dyscolia subquadrata (Jeffreys, 1878)
- Dyscolia wyvillei (Davidson, 1878)
- Dyscritosia secreta Cooper, 1982
- Dysedrosia borneoensis (Dall, 1920)
- Ecnomiosa gerda Cooper, 1977
- Ecnomiosa inexpectata Cooper, 1981
- Erymnia angustata Cooper, 1977
- Erymnia muralifera Cooper, 1977
- Eucalathis cubensis Cooper, 1977
- Eucalathis ergastica Fischer & Oehlert, 1890
- Eucalathis fasciculata Cooper, 1973
- Eucalathis floridensis Cooper, 1977
- Eucalathis inflata Cooper, 1973
- Eucalathis macrorhynchus Forster, 1974
- Eucalathis magna Cooper, 1981
- Eucalathis murrayi (Davidson, 1878)
- Eucalathis rugosa Cooper, 1973
- Eucalathis trigona (Jeffreys, 1878)
- Eucalathis tuberata (Jeffreys, 1878)
- Fallax antarcticus Foster, 1974
- Fallax dalliniformis Atkins, 1960
- Fallax neocaledonensis Laurin, 1977
- Fosteria spinosa (Foster, 1974)
- Frenulina cruenta Cooper, 1973
- Frenulina mauiensis Dall, 1920
- Frenulina sanguinolenta (Gmelin, 1790)
- Frieleia halli Dall, 1895
- Frieleia pellucida (Yabe & Hatai, 1934)
- Glaciarcula friellei (Davidson, 1878)
- Glaciarcula spitzbergensis (Davidson, 1852)
- Glottidia albida (Hinds, 1844)
- Glottidia audebarti (Broderip, 1835)
- Glottidia palmeri Dall, 1871
- Glottidia pyramidata (Stimpson, 1860)
- Glottidia semen (Broderip, 1835)
- Goniobrochus ewingi (Cooper, 1973)
- Grammetaria africana Hiller, 1986
- Grammetaria bartschi (Dall, 1920)
- Grammetaria minima Zezina, 1994
- Gryphus capensis Jackson, 1952
- Gryphus tokionis Dall, 1920
- Gryphus vitreus (Born, 1778)
- Gwynia capsula (Jeffreys, 1859)
- Gwynia macrodentata Lüter, 2008
- Gyrothyris mawsoni Thomson, 1918
- Gyrothyris williamsi Bitner, Cohen, Long, Richer de Forges & Saito, 2008
- Hemithiris psittacea (Gmelin, 1790)
- Hemithiris woodwardi (Adams, 1863)
- Hispanirhynchia cornea (Fischer, 1887)
- Holobrachia vietnamica Zezina, 2001
- Jaffaia jaffaensis (Blochmann, 1910)
- Joania arguta (Grant, 1983)
- Joania cordata (Risso, 1826)
- Jolonica alcocki (Joubin, 1906)
- Jolonica hedleyi Dall, 1920
- Jolonica nipponica Yabe & Hatai, 1934
- Jolonica suffusa (Cooper, 1973)
- Kakanuiella chathamensis Lüter, 2005
- Kanakythyris pachyrhynchos Laurin, 1997
- Kraussina cognata (Sowerby, 1847)
- Kraussina crassicostata Jackson, 1952
- Kraussina gardineri Dall, 1910
- Kraussina mercatori Helmcke, 1939
- Kraussina rubra (Pallas, 1766)
- Lacazella australis (Tate, 1880)
- Lacazella caribbeanensis Cooper, 1977
- Lacazella mauritiana Dall, 1920
- Lacazella mediterranea (Risso, 1826)
- Laqueus blanfordi (Dunker, 1882)
- Laqueus concentricus Yabe & Hatai, 1936
- Laqueus erythaeus Dall, 1920
- Laqueus jeffreysi Dall, 1877
- Laqueus morsei Dall, 1908
- Laqueus orbicularis Yabe & Hatai, 1934
- Laqueus pacifica Hatai, 1936
- Laqueus pallidus Hatai, 1939
- Laqueus proprius Yabe & Hatai, 1934
- Laqueus quadratus Yabe & Hatai, 1934
- Laqueus rubellus (Sowerby, 1846)
- Laqueus suffusus (Dall, 1870)
- Laqueus vancouveriensis Davidson, 1887
- Leptothyrella fijiensis Bitner, 2008
- Leptothyrella ignota (Muir-Wood, 1959)
- Leptothyrella incerta (Davidson, 1878)
- Lingula adamsi Dall, 1873
- Lingula anatina Lamarck, 1801
- Lingula parva Smith, 1871
- Lingula reevei Davidson, 1880
- Lingula rostrum (Shaw, 1798)
- Lingula translucida Dall, 1920
- Lingula tumidula Reeve, 1841
- Liothyrella delsolari Cooper, 1982
- Liothyrella moseleyi (Davidson, 1878)
- Liothyrella neozelanica Thomson, 1918
- Liothyrella uva
- Liothyrella winteri (Blochmann, 1906)
- Macandrevia africana Cooper, 1975
- Macandrevia americana Dall, 1895
- Macandrevia bayeri Cooper, 1975
- Macandrevia cranium (O. F. Müller, 1776)
- Macandrevia diamantina Dall, 1895
- Macandrevia tenera (Jeffreys, 1876)
- Magadinella mineuri Richardson, 1987
- Magellania flavescens (Lamarck, 1819)
- Magellania fragilis Smith, 1907
- Magellania joubini Blochmann, 1906
- Magellania venosa (Solander, 1789)
- Manithyris rossi Foster, 1974
- Megathiris barroisi (Schulgin, 1884)
- Megathiris capensis Jackson, 1952
- Megathiris detruncata (Gmelin, 1789)
- Megerlia acrura Hiller, 1986
- Megerlia granosa Seguenza, 1865
- Megerlia truncata (Linnaeus, 1767)
- Megerlina atkinsoni (Woods, 1878)
- Megerlina capensis (Adams & Reeve, 1850)
- Megerlina davidsoni (Vélain, 1877)
- Megerlina lamarckiana (Davidson, 1852)
- Megerlina natalensis (Krauss, 1843)
- Megerlina pisum (Lamarck, 1819)
- Megerlina striata Jackson, 1952
- Melvicalathis macroctena (Zezina, 1981)
- Minutella bruntoni Hoffmann & Lüter, 2010
- Minutella minuta (Cooper, 1981)
- Minutella tristani Hoffmann & Lüter, 2010
- Murravia exarata (Verco, 1910)
- Nanacalathis atlantica Zezina, 1991
- Nanacalathis minuta Zezina, 1981
- Neoaemula vector Mackinnon, Hiller, Long & Marshall, 2008
- Neoancistrocrania norfolki Laurin, 1992
- Neorhynchia strebeli (Dall, 1908)
- Neothyris lenticularis (Deshayes, 1839)
- Neothyris ovalis (Hutton, 1886)
- Neothyris westpacifica Zezina, 2001
- Nipponithyris afra Cooper, 1973
- Nipponithyris lauensis Bitner, 2008
- Nipponithyris nipponensis Yabe & Hatai, 1934
- Notosaria nigricans (Sowerby, 1846)
- Notosaria reinga Lee & Wilson, 1979
- Notozyga gracilis Hiller, 1986
- Notozyga lowenstami Cooper, 1977
- Novocrania altivertex Zezina, 1990
- Novocrania anomala (Müller, 1776)
- Novocrania californica (Berry, 1921)
- Novocrania chathamensis (Allan, 1940)
- Novocrania hawaiiensis (Dall, 1920)
- Novocrania huttoni (Thomson, 1916)
- Novocrania indonesiensis (Zezina, 1981)
- Novocrania japonica (Adams, 1863)
- Novocrania lecointei (Joubin, 1901)
- Novocrania nysti (Davidson, 1874)
- Novocrania philippinensis (Dall, 1920)
- Novocrania pourtalesi (Dall, 1871)
- Novocrania reevei (Reeve, 1862)
- Novocrania roseoradiata (Jackson, 1952)
- Novocrania rostrata (Hoeninghaus, 1828)
- Novocrania turbinata (Poli, 1795)
- Novocrania valdiviae (Helmcke, 1940)
- Ospreyella depressa Lüter & Wörheide in Lüter, Wörheide & Reitner, 2003
- Ospreyella maldiviana Logan, 2005
- Ospreyella palauensis Logan, 2008
- Pajaudina atlantica Logan, 1988
- Parakinetica stewartii Richardson, 1987
- Parasphenarina cavernicola Motchuro-Dekova, Saito & Endo, 2002
- Parasphenarina ezogremena (Zezina, 1981)
- Pelagodiscus atlanticus (King, 1868)
- Pemphixina pyxidata (Davidson, 1880)
- Phaneropora galatheae Zezina, 1981
- Pictothyris elegans Yabe & Hatai, 1936
- Pictothyris laquaeformis Yabe & Hatai, 1936
- Pictothyris picta (Dallwyn, 1817)
- Pirothyris vercoi (Blochmann, 1910)
- Platidia anomioides (Scacchi & Philippi, 1844)
- Platidia clepsidra Cooper, 1973
- Pumilus antiquatus Atkins, 1958
- Rhytirhynchia sladeni (Dall, 1910)
- Septicollarina hemiechinata Zezina, 1981
- Septicollarina oceanica Zezina, 1990
- Septicollarina zezinae Bitner, 2009
- Shimodaia macclesfieldensis MacKinnon & Long, 2009
- Shimodaia pterygiota MacKinnon, Saito & Endo, 1997
- Simplicithyris japonica (Dall, 1920)
- Simplicithyris kurilensis Zezina, 1976
- Stenosarina angustata Cooper, 1977
- Stenosarina angustata Cooper, 1977
- Stenosarina crosnieri (Cooper, 1983)
- Stenosarina davidsoni Logan, 1998
- Stenosarina globosa Laurin, 1997
- Stenosarina lata Laurin, 1997
- Stenosarina nitens Cooper, 1977
- Stenosarina oregonae Cooper, 1977
- Stenosarina parva Cooper, 1977
- Stenosarina sphenoidea (Jeffreys, 1878)
- Striarina valdiviae (Helmcke, 1940)
- Surugathyris surugaensis Yabe & Hatai, 1934
- Syntomaria curiosa Cooper, 1982
- Terebratalia coreanica (Adams & Reeve, 1850)
- Terebratalia gouldi (Dall, 1891)
- Terebratalia transversa (Sowerby, 1846)
- Terebratalia xanthica (Dall, 1920)
- Terebratella (Magasella) sanguinea (Leach, 1814)
- Terebratella crenulata Sowerby, 1846
- Terebratella dorsata (Gmelin, 1790)
- Terebratella labradorensis Sowerby, 1846
- Terebratella sanguinea (Leach, 1814)
- Terebratella tenuis Tort, 2003
- Terebratulina abyssicola
- Terebratulina australis Bitner, 2006
- Terebratulina austroamericana Zezina, 1981
- Terebratulina cailleti Crosse, 1865
- Terebratulina callinome Dall, 1920
- Terebratulina cavata Verco, 1910
- Terebratulina compressa Cooper, 1973
- Terebratulina cumingi Davidson, 1852
- Terebratulina hataiana Cooper, 1973
- Terebratulina hawaiiensis Dall, 1920
- Terebratulina japonica (Sowerby, 1846)
- Terebratulina kiiensis Dall & Pilsbry, 1891
- Terebratulina kitakamiensis Hayasaka, 1938
- Terebratulina kyusyuensis Yabe & Hatai, 1934
- Terebratulina meridionalis
- Terebratulina pacifica Yabe & Hatai, 1934
- Terebratulina peculiaris Hatai, 1940
- Terebratulina photina Dall, 1920
- Terebratulina radula Hedley, 1904
- Terebratulina reevei Dall, 1920
- Terebratulina retusa (Linnaeus, 1758)
- Terebratulina septentrionalis (Couthouy, 1838)
- Terebratulina sirahamensis Hatai, 1940
- Terebratulina unguicula (Carpenter, 1864)
- Terebratulina valdiviae Blochmann, 1908
- Tethyrhynchia mediterranea Logan in Logan & Zibrowius, 1994
- Thaumatosia anomala Cooper, 1973
- Thecidellina bahamiensis Lüter & Logan, 2008
- Thecidellina barretti (Davidson, 1864)
- Thecidellina blochmanni Dall, 1920
- Thecidellina congregata Cooper, 1954
- Thecidellina insolita Hoffmann, Klann & Matz, 2009
- Thecidellina japonica (Hayasaka, 1938)
- Thecidellina maxilla (Hedley, 1899)
- Thecidellina meyeri Hoffmann & Lüter, 2009
- Thecidellina williamsi Lüter & Logan, 2008
- Tichosina abrupta Cooper, 1977
- Tichosina bahamiensis Cooper, 1977
- Tichosina bartletti (Dall, 1882)
- Tichosina bartschi (Cooper, 1934)
- Tichosina bullisi Cooper, 1977
- Tichosina dubia Cooper, 1977
- Tichosina elongata Cooper, 1977
- Tichosina erecta Cooper, 1977
- Tichosina expansa Cooper, 1977
- Tichosina floridensis Cooper, 1977
- Tichosina labiata Cooper, 1977
- Tichosina martinicensis Cooper, 1977
- Tichosina obesa Cooper, 1977
- Tichosina pillsburyae Cooper, 1977
- Tichosina plicata Cooper, 1977
- Tichosina rotundovata Cooper, 1977
- Tichosina solida Cooper, 1977
- Tichosina subtriangulata Cooper, 1977
- Tythothyris rosimarginata Zezina, 1979
- Valdiviathyris quenstedti Helmcke, 1940
- Xenobrochus africanus (Cooper, 1973)
- Xenobrochus agulhasensis (Helmcke, 1938)
- Xenobrochus australis Cooper, 1981
- Xenobrochus indianensis (Cooper, 1973)
- Xenobrochus naudei Hiller, 1986
- Xenobrochus norfolkensis Bitner, 2011
- Xenobrochus rotundus Bitner, 2008
- Xenobrochus translucidus (Dall, 1920)
- Zygonaria joloensis (Dall, 1920)